# Cédric Dumont
Pour les articles homonymes, voir Dumont.
Cédric Dumont, de son nom complet Charles Frédéric Cédric Dumont-dit-Voitel, né le 24 juillet 1916 à Hambourg et mort le 24 mai 2007 à Küsnacht, est un compositeur, chef d'orchestre et écrivain suisse.

## Biographie
Né à Hambourg d'un père industriel et consul,, Cedric Dumont compose dès sa période de lycée, notamment des pièces destinées à Teddy Stauffer. À seize ans, il remporte un concours international pour l'arrangement, ce qui lui permet d'entrer en relation avec des musiciens de renommée internationale, tels Jack Hylton ou Benny Goodman, Teddy Wilson, Harry James et Gene Krupa.
Bien que destiné à être chirurgien, Dumont se forme sous les conseils de son père au conservatoire de Zurich, où il apprend le piano avec Walter Frey, le violoncelle avec Fritz Reitz, la composition avec Paul Müller et la direction d'orchestre avec le brucknérien Volkmar Andreae.

### Musicien
Après ses études, c'est avec le pianiste Teddy Wilson qu'il se rend en Amérique et il arrange des pièces pour Goodman. Il travaille pour Hollywood comme arrangeur pour les musiques de film avec orchestre symphonique. Outre Goodman et Hylton, ses mentors sont Bruno Walter et Erich Wolfgang Korngold.
Lors de son retour à Zurich, il travaille en tant que producteur d'enregistrements pour la société Jecklin, puis pour Columbia Records. Il effectue près de trois années de service militaire pendant la Seconde Guerre mondiale, où il dirige l'ensemble musical qui se produit au cabaret des soldats et, de 1942 à 1946, il joue du piano au Cabaret Cornichon. En 1944, il connaît son premier succès avec « Candlelight Waltz ».
Cédric Dumont s'adaptera sous différents pseudonymes (quelques-uns sont mentionnés ci-dessous) à de très nombreux genres et répertoires de musique, avec une importante discographie, voire enregistrements sur bandes magnétiques, notamment au cours des années 1960, tels que :
- Charles Vanberg et son ensemble : La belle Suisse, et d'autres valses dansantes, grand orchestre avec violons dans un « style viennois » ;
- Carlos Dalmonte et son ensemble de mandolines folkloriques suisses-italiennes ;
- Fritz Vanberg, et sa fanfare champêtre villageoise ;
- de nombreuses pièces de musique de genre, descriptives et divertissantes, telles que Partie de luge en Engadine ;
- des ensembles propices à la danse et au jazz, voire easy-listening (Guten Abend, Gut'Nacht) ;
- Pro-Musica Orchester Cédric Dumont : adaptations de compositions classiques de Händel, Bach, Purcell, Gluck etc.

### Homme de radio
En 1946, jusqu'à sa retraite, Dumont travaille pour la radio. Il dirige l'Orchestre de divertissement de Radio Beromünster, composé d'une douzaine de musiciens à l'origine, mais capables de jouer plusieurs instruments. Ils se produisent dans tous les genres de musique populaire : classique, Ländler, jazz, etc. Bien connu du public, par son travail, il a façonné la musique contemporaine suisse et, par ailleurs, aidé à établir la réputation de Radio Beromünster. Un chroniqueur écrit : « Il y a les montres de précision suisse, mais il y a désormais la précision suisse des divertissement musicaux joués par l'orchestre Cédric Dumont. » Durant cette période, il a collaboré avec l'arrangeur et compositeur Carl de Groof, ou le chanteur polyglotte Vico Torriani.
C'est grâce à lui que l'orchestre de Bert Kaempfert démarre, et il contribuera aux compositions et arrangements durant toute l'évolution de Bert Kaempfert,.
À partir de 1966, il fonde l’Orchestre Cedric Dumont et travaille pour la Radio suisse DRS, au poste de chef des programmes de divertissement à Zurich, antenne issue du développement de Radio Beromünster ; et en 1973, il en devient le directeur.
Parallèlement, il est chef invité en Europe, principalement dans les programmes de musique classique par la Tonhalle de Zurich, à Munich, Vienne, Turin, Londres, Birmingham, Dublin, Copenhague, Oslo, Stockholm, Tel Aviv et aux États-Unis (Philharmonie de New York). Pour Dumont il n'y a pas de frontières de qualité entre les musiques, seulement une « intention belle et bonne ».

### Écrivain
Dès sa retraite en 1980, il travaille en tant que membre du jury du Festival de Jazz de Zurich et à l'Université, maître de conférence sur les médias. Dumont se consacre à l'écriture d'ouvrages sur l'art culinaire, dont un guide des vins français et un dictionnaire français-allemand des gourmets. Dans son livre sur la cuisine des musiciens, il convoque le Soufflé au fromage de Sir Adrian Boult ou la tarte Johann Strauss...
La production musicale de Dumont est variées allant de la musique vocale, Ländler, musique pour les pubs, et ses arrangements ou compositions destinés à son orchestre de divertissement. Dumont prenant des pseudonymes – Charles Vanberg, Carlos Dalmonte, Fritz Vomberg, Charles O Mauna, Ambord Vitus, Charles Frédéric, Scharli dr Mockewies – pour chaque genre de composition.
Cedric Dumont est décédé à Küsnacht, le 24 mai 2007.

## Œuvres

### Compositions
- Candlelight Waltz (1944)
- Swiss Boy
- Swiss Girl

#### Arrangements classiques
- Georg Friedrich Haendel, Largo (extraits de l'opéra Xerxès)[6]
- Zdeněk Fibich, Poème, opus 39[6]

#### Arrangements folkloriques
(en attente d'être complété)

#### Arrangements de brass-band
(an attente d'être complété)

#### Arrangements jazz
- Toi que mon cœur appelle (La Piccinina) Eldo di Lazzaro

### Écrits

#### Musique
- (de) Cédric Dumont, Ludwig van Beethoven. Die Geschichte eines unglücklich glücklichen Lebens, Westermann Schulbuch 1990,  (ISBN 3-14-509085-2). (OCLC 5024264)
- (de) Cédric Dumont, Franz Schubert. Wandern zwischen den Zeiten, Westermann Schulbuch 1990,  (ISBN 3-14-509086-0). (OCLC 5240863)
- Cédric Dumont, [conférence] Sixième Forum international de musique légère radiodiffusée, Munich, 25-29 octobre 1981, Genève, Union européenne de radiodiffusion, 1982, 73 p. (OCLC 716283273)

#### Art culinaire
- (de) Cédric Dumont, Allegro con gusto. Rezepte und Geschichten aus Musikerküchen, Hallwag/Ostfildern, 2. Auflage 1997,  (ISBN 3-444-10465-0). (OCLC 11470162)[7]
- (de + fr) Cédric Dumont, Französisch für Gourmets. Küche – Keller – Menüs – Märkte. Französisch-Deutsch, Hallwag Verlag 1992, rééd. 2002,  (ISBN 3-7742-5134-7). (OCLC 81444427)
- (de + it) Cédric Dumont, Italienisch für Gourmets Italienisch / Deutsch. Küche. Keller. Menüs. Märkte, Hallwag Verlag 2002,  (ISBN 3-7742-5305-6).
- (de) Cédric Dumont, Kulinarisches Lexikon [Lexique culinaire]. Kochkunst, Lebensmittel, Länderküche, Nährwerte, Hallwag/Ostfildern 1997,  (ISBN 3-444-10499-5).

#### Œnologie
- (de) Roger Voss/Cédric Dumont, Frankreichs Weine, Hallwag/Ostfildern 1988,  (ISBN 3-444-70146-2).
- (de) Roger Voss/Cédric Dumont, Frankreichs Regionalweine 1995/96, Hallwag/Ostfildern, 4. Auflage 1995,  (ISBN 3-444-70177-2).
- (de) Serena Sutcliffe/Cédric Dumont, Burgund 1995/96. Produzenten, Lagen, Jahrgänge, Hallwag/Ostfildern, 4. Auflage 1995,  (ISBN 3-444-70174-8).

## Discographie sélective
- Musical Cocktail Party, Polydor LPHM 46047[8](1958) (OCLC 431551532)
- Malcolm Arnold, Concerto pour harmonica, (et ceux de Michael Spivakovsky et Heitor Villa-Lobos, et des œuvres virtuoses de Moody & Farnon) - Tommy Reilly[9] (harmonica), Orchestre symphonique de la radio de Bale, Dir. Cédric Dumont (13 avril 1976, Chandos Records CHAN 9248) (OCLC 811243602)

### Lien contextuel
- Musique légère